# Senecio zapahuirensis
Senecio zapahuirensis là một loài thực vật có hoa trong họ Cúc. Loài này được Martic. & Quezada miêu tả khoa học đầu tiên năm 1978.